# Municipio de Logan (Illinois)
El municipio de Logan (en inglés: Logan Township) es un municipio ubicado en el condado de Peoria en el estado estadounidense de Illinois. En el año 2010 tenía una población de 3192 habitantes y una densidad poblacional de 33,65 personas por km².

## Geografía
El municipio de Logan se encuentra ubicado en las coordenadas 40°40′12″N 89°49′5″O / 40.67000, -89.81806. Según la Oficina del Censo de los Estados Unidos, el municipio tiene una superficie total de 94.85 km², de la cual 94.77 km² corresponden a tierra firme y (0.08%) 0.08 km² es agua.

## Demografía
Según el censo de 2010, había 3192 personas residiendo en el municipio de Logan. La densidad de población era de 33,65 hab./km². De los 3192 habitantes, el municipio de Logan estaba compuesto por el 97.53% blancos, el 0.78% eran afroamericanos, el 0.25% eran amerindios, el 0.28% eran asiáticos, el 0.09% eran isleños del Pacífico, el 0.19% eran de otras razas y el 0.88% pertenecían a dos o más razas. Del total de la población el 1.03% eran hispanos o latinos de cualquier raza.